# The Royal Ballet
The Royal Ballet és una companyia de ballet britànica. Les seves instal·lacions es troben a la Royal Opera House de Covent Garden, a la ciutat de Londres, Anglaterra.
Fundat el 1931 per Ninette de Valois, The Royal Ballet és la més gran de les quatre companyies internacionals de ballet del Regne Unit. El nom original de la companyia era Vic-Wells Ballet, després Sadler's Wells Ballet, que porta el nom del teatre on es va crear, Sadler's Wells Theatre. Després de traslladar-se al Royal Opera House el 1946, la companyia va obtenir una Royal charter el 1956, rebatejant-se al mateix temps Royal Ballet. Reconegut internacionalment com el ballet nacional del Regne Unit, The Royal Ballet va ser una de les companyies de ballet més importants del món durant el segle xx. Encara avui la companyia és reconeguda pels seus valors artístics i creatius.
La companyia dona feina a prop de 100 ballarins, amb seu a la instal·lació construïda específicament dins del Royal Opera House. L'escola oficial de la companyia és la Royal Ballet School, juntament amb el Birmingham Royal Ballet, la gestió de la qual continua sent independent.
La Prima ballarina absoluta del Royal Ballet és Margot Fonteyn.

## Història
El Royal Ballet va ser fundat per la ballarina irlandesa Ninette de Valois. El 1926, va crear una escola de dansa per a noies a Londres amb el nom de Academy of Choreographic Art. Volia crear una escola i una comparsa on es posés en relleu el repertori clàssic i, per fer-ho, va començar una col·laboració amb el famós productor teatral Lilian Baylis, aleshores propietari del teatre Old-Vic i del teatre Sadler's Wells. El 1925, Baylis va ser nomenat per Ninette de Valois per crear ballets per a aquests dos teatres. Amb la renovació del teatre Sadler's Wells el 1931, de Valois va traslladar la seva escola de dansa a les instal·lacions del teatre i després va prendre el nom de Sadler's Wells Ballet School. També es va crear una companyia de ballet amb el nom de Vic-Wells Ballet. Van ser aquestes dues entitats les que més tard donarien a llum al Royal Ballet, al Birmingham Royal Ballet i a la Royal Ballet School.
Abans de tornar al Regne Unit, Ninette de Valois era ballarina dels Ballets Russos, la famosa i influent companyia de ballet, dissolta el 1929 després de la mort del seu fundador Serguei Diàguilev. A més, a la inauguració del Vic-Wells Ballet, va convidar a molts exballarins dels Ballets Russos a unir-se a la seva companyia, en particular Alicia Markova i Anton Dolin, com a ballarins "principals", i Tamara Karsàvina, com a assessora artística. També va donar feina al compositor Constant Lambert, primer director musical i director d'orquestra, que va deixar una empremta artística i musical considerable en la història de la companyia.
Després d'un començament encoratjador, es va decidir que Lilian Baylis es concentraria en peces dramàtiques al teatre Old-Vic. La companyia va continuar ballant al teatre Sadler's Wells i el 1939 va passar a anomenar-se Sadler's Wells Ballet. La companyia va continuar utilitzant aquest nom durant molts anys, fins i tot després de la seva reubicació al Royal Opera House el 1946. Tancat durant molts anys, el Royal Opera House havia estat utilitzat anteriorment com a sala de ball i després emmagatzematge durant la Segona Guerra Mundial. Sota la direcció de David Webster, la companyia va ser convidada a convertir-se en la companyia resident del teatre. Al final de les obres de renovació, la companyia va organitzar el primer espectacle organitzat pel Royal Opera House, La Bella dorment.
Després que la companyia es traslladés al Royal Opera House, l'escola de ballet es va traslladar el 1947 a Baron's Court, Kensington.
Posteriorment es va formar una segona companyia de ballet per continuar ballets al teatre Sadler's Wells, el Sadler Wells Theatre Ballet, sota la direcció de John Field, triat per Ninette de Valois. La companyia va actuar al teatre Sadler Wells fins al 1955 quan es va unir a la companyia principal de Covent Garden com a companyia "itinerant". Un any després, es concedí una carta reial a les dues comparses professionals. Les tres entitats van passar a anomenar-se "Royal Ballet" per a la companyia principal, "Sadlers Wells Royal Ballet" per a la companyia de gira i "Royal Ballet School" per a l'escola de dansa.

## Personalitats notables

### Ballarines
- Thiago Soares
- Marianela Núñez
- Svetlana Beriosova
- Tetsuya Kumakawa
- David Blair
- Darcey Bussell
- José Manuel Carreño
- Alina Cojocaru
- Lesley Collier
- Michael Coleman
- John Cranko
- Henry Danton
- Sir Anton Dolin
- Sir Anthony Dowell
- Viviana Durante
- Alessandra Ferri
- John Field
- Margot Fonteyn
- Christopher Gable
- Mara Galeazzi
- Jonathan Cope
- John Gilpin
- Alexander Grant
- Beryl Grey
- Sylvie Guillem
- Sir Robert Helpmann
- Johan Kobborg
- Wayne Sleep
- Rowena Jackson
- Colin Jones
- Gillian Lynne
- Natalia Makarova
- Alicia Markova
- Monica Mason
- Irek Moukhamedov
- Nadia Nerina
- Rudolf Noureev
- Merle Park
- Sergei Polunin
- Ivan Putrov
- Tamara Rojo
- Steven McRae
- Sarah Lamb
- Rupert Pennefather
- Adward Watson
- Lyann Seymour
- Antoinette Sibley
- Moira Shearer
- Zoltan Solymosi
- Michael Somes
- David Wall
- Miyako Yoshida

### Coreògrafs
- Frederick Ashton
- David Bintley
- John Cranko
- Robert Helpmann
- Kenneth Macmillan
- Wayne mcgregor
- Christopher Wheeldon

### Directors artístics
- 1931-1963: Ninette de Valois
- 1963-1970: Frederick Ashton
- 1970-1977: Kenneth MacMillan
- 1970-1971: John Field (codirector)
- 1977-1986: Norman Morrice
- 1986-2001: Anthony Dowell
- 2001-2002: Ross Stretton
- 2002–2012: Monica Mason
- 2012-: Kevin O'Hare